# Литл-Дезерт
Литл-Дезерт (Маленькая пустыня; англ. Little Desert National Park) — национальный парк, расположенный в регионе Уиммера-Мэлли штата Виктория в Австралии. Площадь парка составляет 132 647 га. Основан в 1988 году. Расположен недалеко от Димбулы, примерно в 375 км к западу от Мельбурна и простирается от реки Уиммера на востоке до границы с Южной Австралией на западе недалеко от Наракорта.

## Описание
В то время как регион окружён сельскохозяйственными угодьями, территория самого парка состоит в основном из глубоких песчаных почв с очень низким плодородием, перемежающихся небольшими участками глинистых почв. Иногда встречаются обнажения скал, песчаника. Среднегодовое количество осадков заметно варьируется с востока на запад. Литл-Дезерт «остаётся относительно нетронутой человеческой деятельностью, даже несмотря на то, что в первые годы европейского заселения здесь существовала некоторая активность в виде выпаса скота и рубки леса». Теперь пустыня является Национальным парком и «разделена на три блока»: Западный Центральный и Восточный блоки, разделённые двумя дорогами с севера на юг: Нхилл-Харроу и Канива-Эденхоуп.
Национальный парк Литл-Дезерт является важным туристическим направлением, которое ежегодно посещают около 50 тыс. человек. В парке есть несколько кемпингов, пешеходных дорожек, смотровых площадок и дорожек для полноприводных автомобилей, расположенных по всему парку. Однако большинство внутренних дорог в национальном парке доступны только для полноприводных автомобилей, а некоторые из них закрыты зимой или после дождливой погоды.

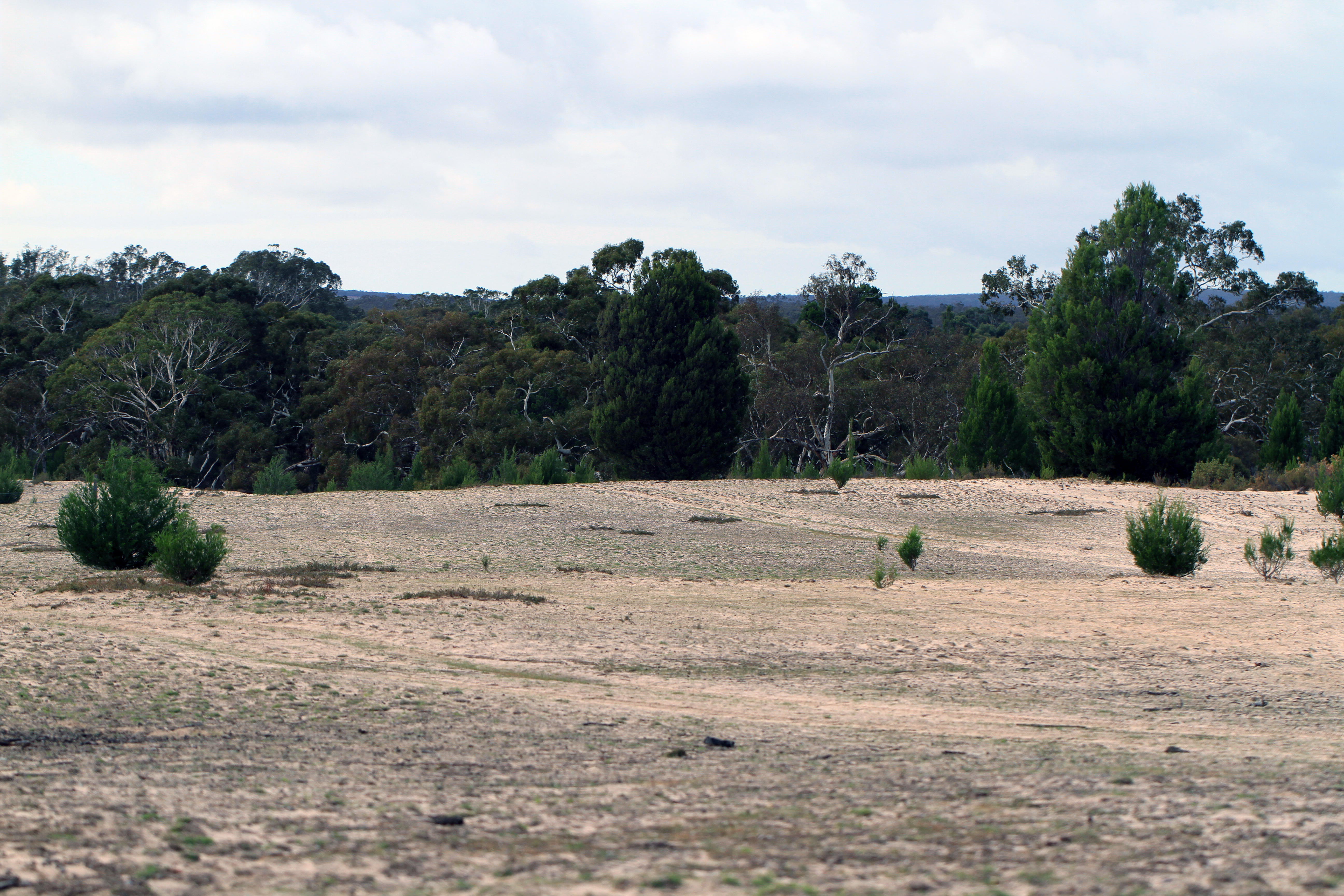
Пустыня
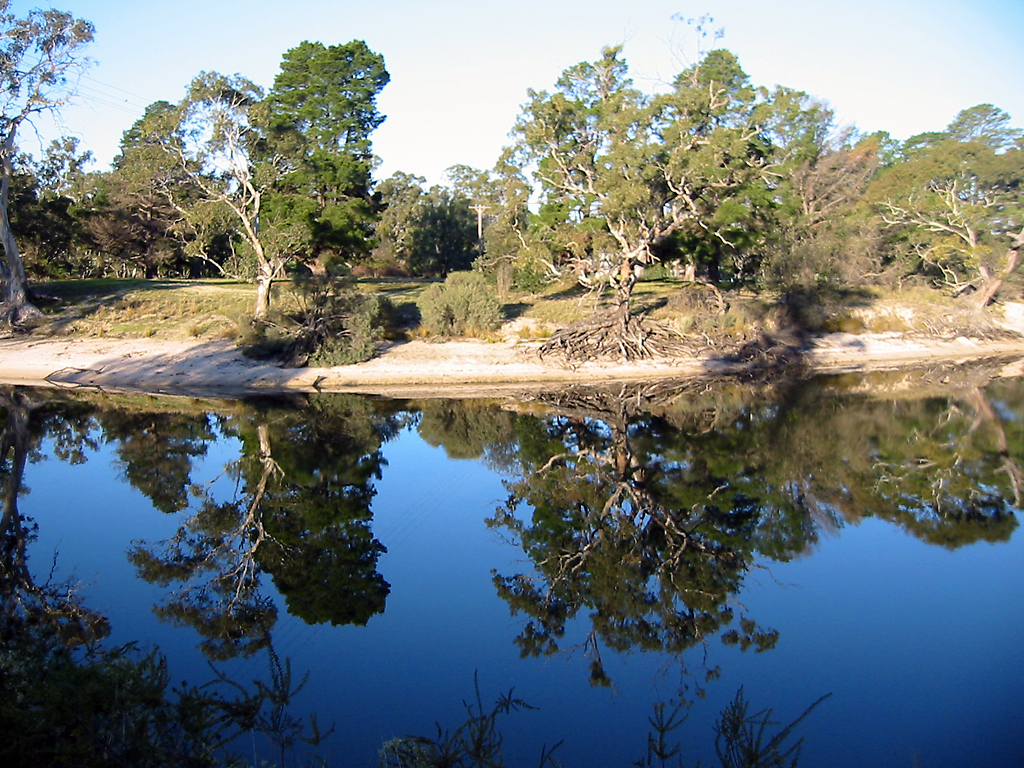
Уиммера
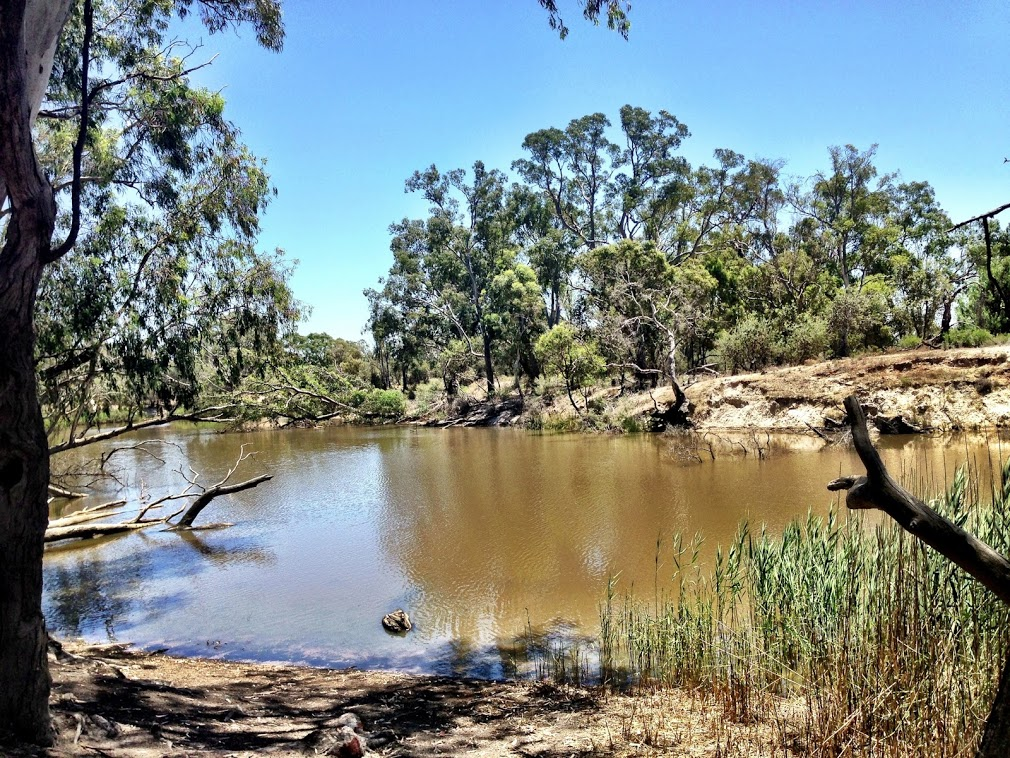

## История
До основания парка небольшие семейные группы аборигенов разбивали лагеря вдоль реки Уиммера. Европейская деятельность началась здесь с выпаса скота в 1840-х годах и прекратилась к 1960-м годам. Во время Второй мировой войны Центральный блок нынешнего парка использовался как полигон для бомбардировок и артиллерийских обстрелов, и здесь до сих пор сохранились остатки нескольких бетонных наблюдательных бункеров.
Песчаная почва с низким содержанием питательных веществ в сочетании с небольшим количеством осадков затрудняла земледелие. После Второй мировой войны правительство штата рассматривало возможность расчистки и продажи земли в районе. Местное сопротивление продаже земли для ведения сельского хозяйства было сильным и быстро завоевало поддержку в Виктории. Дебаты вокруг Литл-Дезерт привели к формированию Совета по охране Виктории. Министр земель, охраны природы и расселения солдат Уильям Бортвик поддержал сохранение этого района в качестве природного заповедника. В 1955 году был создан заповедник Киата-Лоуэн, чтобы сохранить «восточный блок» пустыни и защитить местную глазчатую курицу. В 1969 году этот заповедник стал Национальным парком Литл-Дезерт в «Восточном блоке», а в 1986 году были добавлены «Центральный» и «Западный» блоки.

## Флора и фауна
В Литл-Дезерт выпадает около 480 мм осадков в год, хотя существует градиент от 400 мм на востоке до 600 мм возле Наракурте. Растительность парка варьируется от чистой пустоши в Восточном блоке до кипарисовых сосен и лесных массивов казуарины в более влажном Западном блоке. В Западном блоке имеются большие площади сезонных болот, образовавшихся на глиняных почвах. Латериты разбросаны по песчаным участкам парка и характеризуются зарослями Melaleuca uncinata. Лисий кузу и гигантский кенгуру распространены по всему парку.

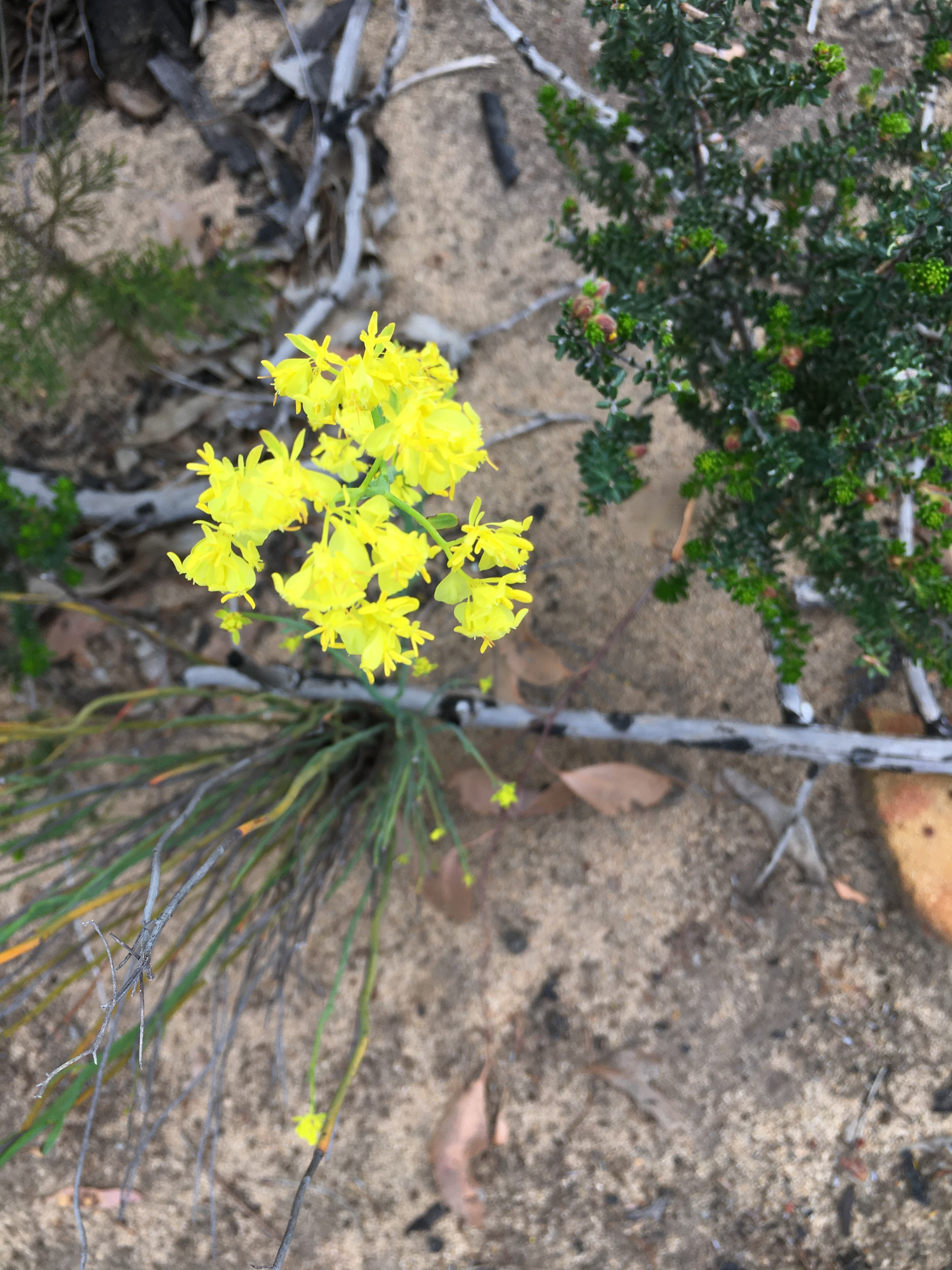
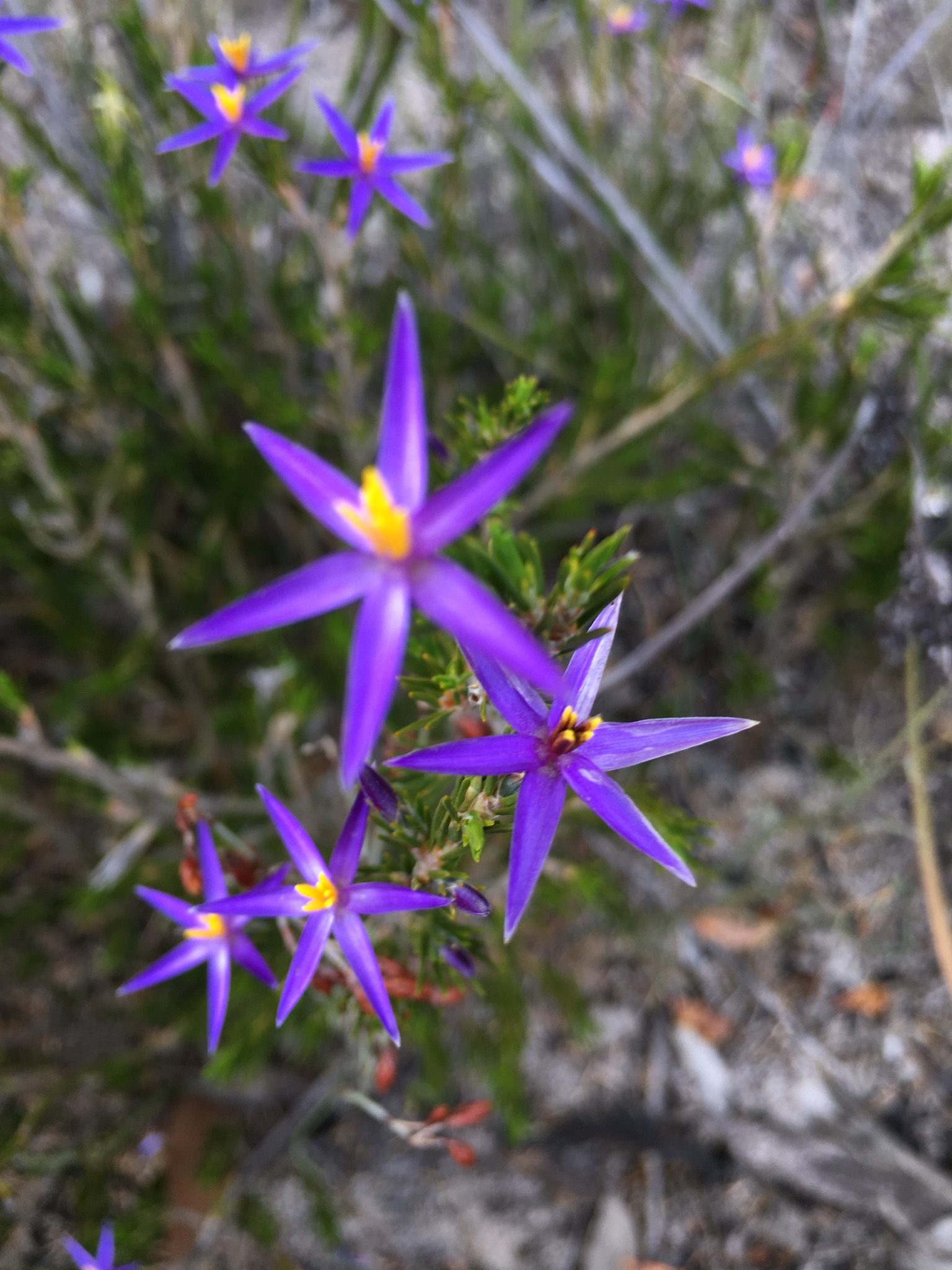
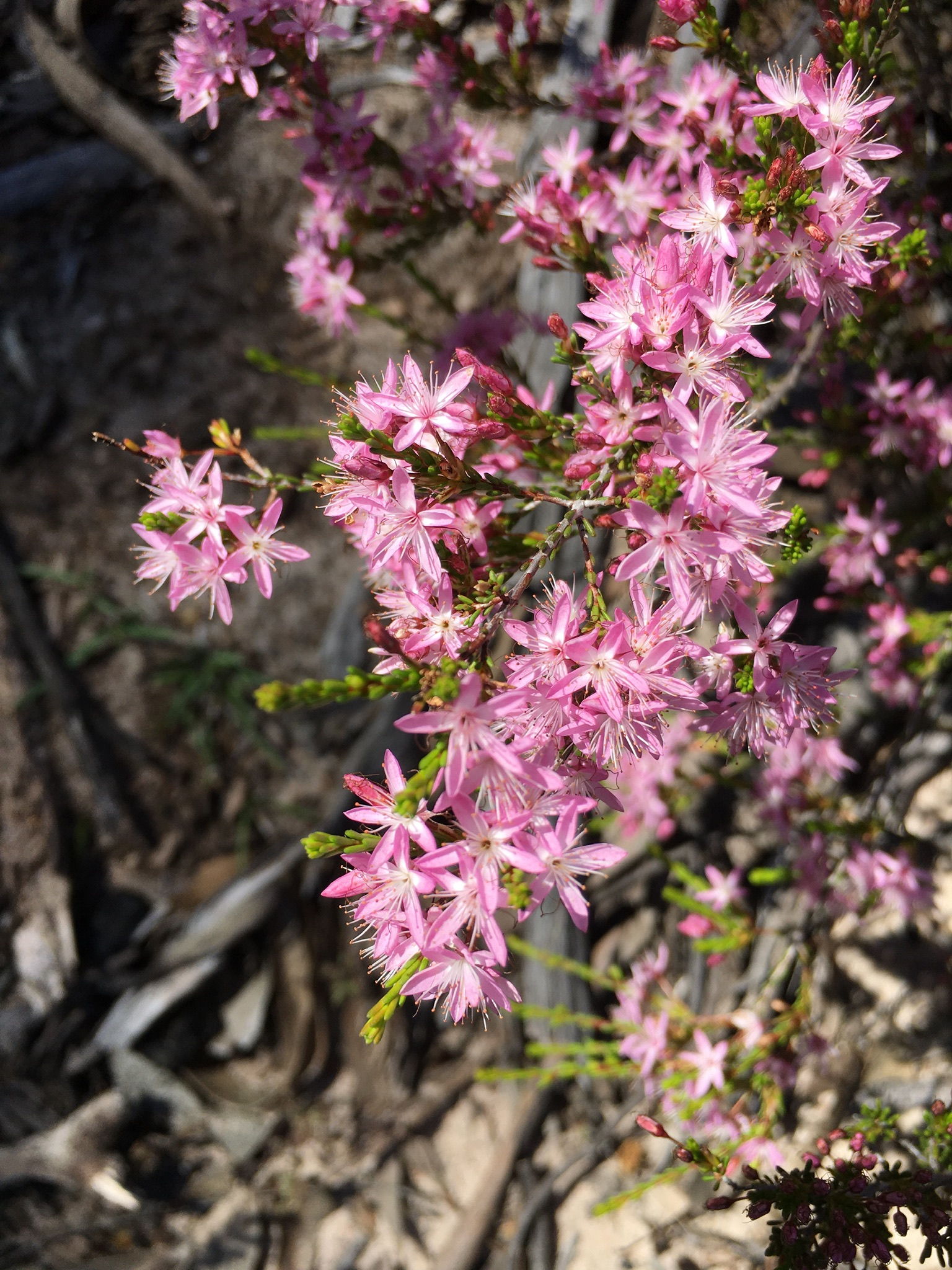
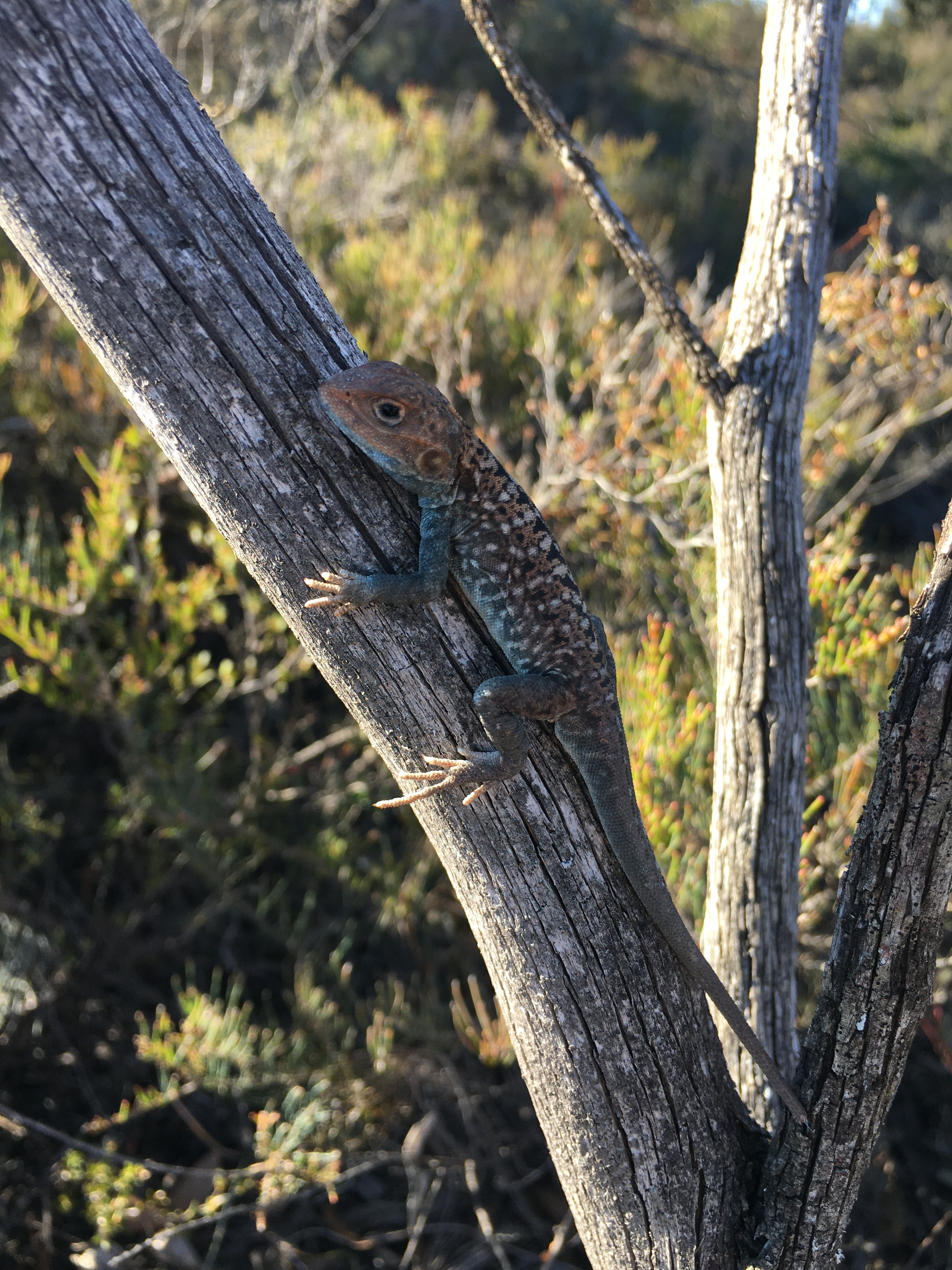
Ctenophorus pictus
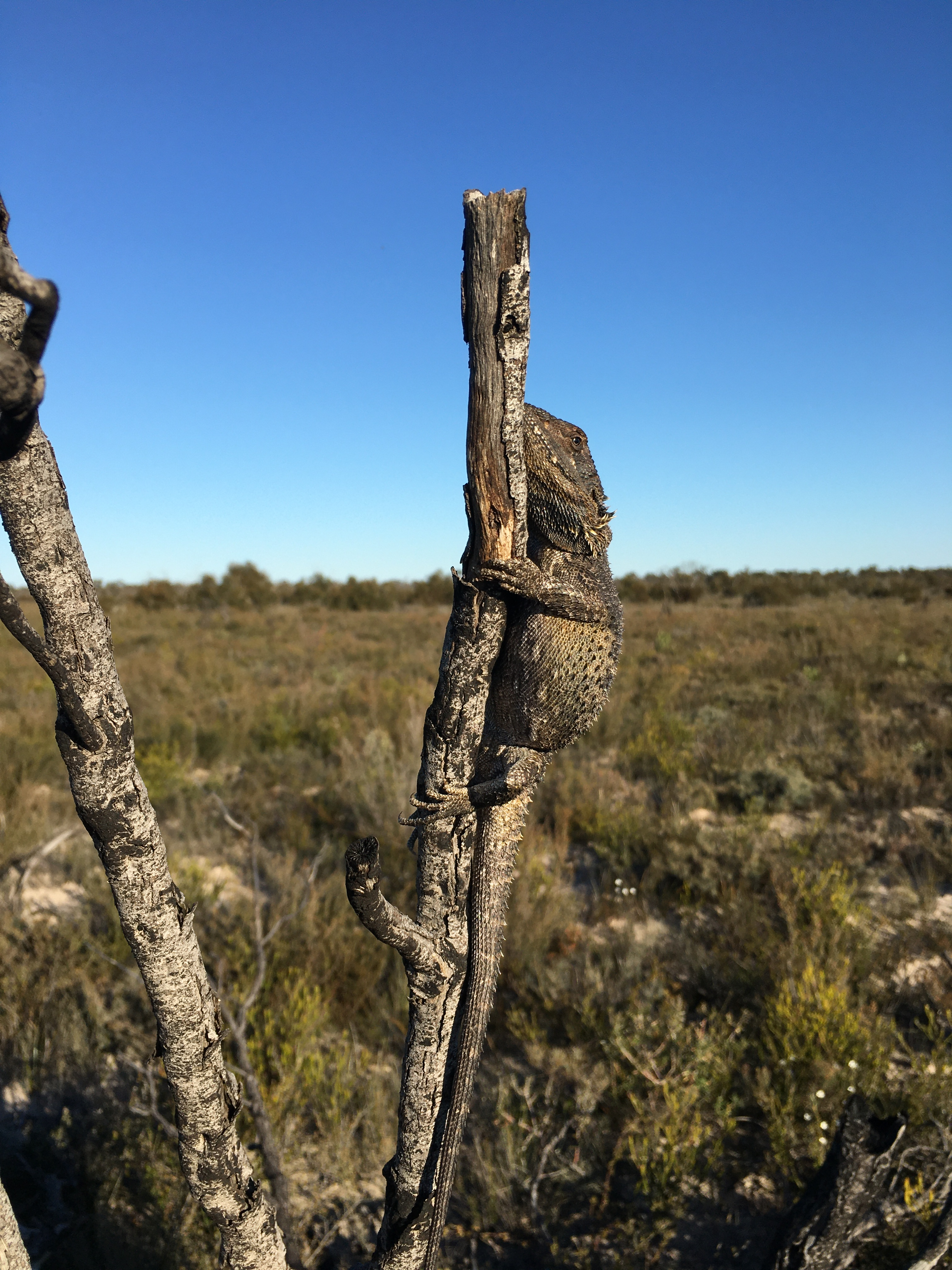
Pogona
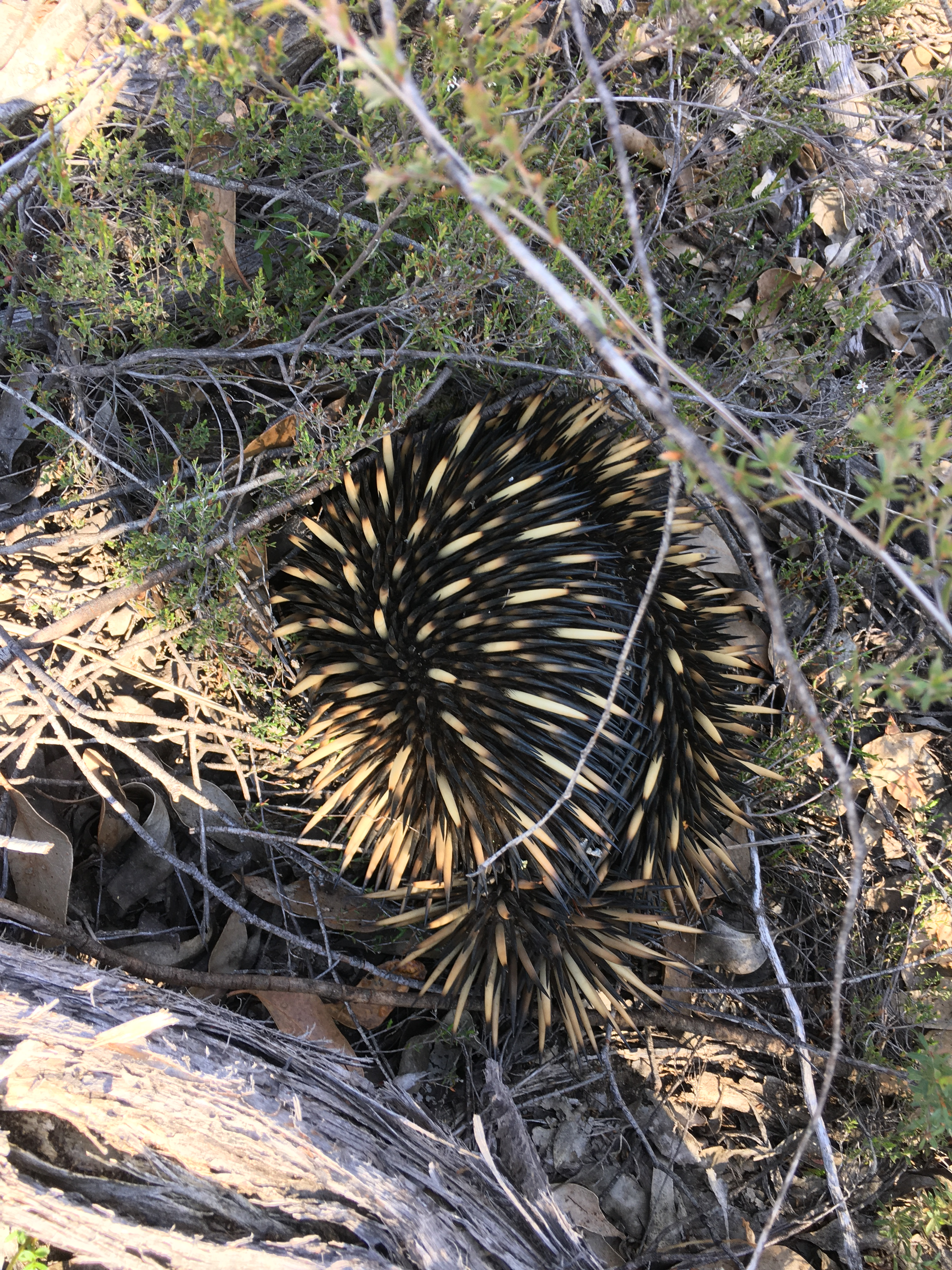
Ехидна

### Орнитологический район
Организация BirdLife International отнесла парк к Ключевым орнитологическим территориям (IBA), поскольку в нём обитают более 200 видов птиц и парк поддерживает популяции глазчатой курицы и Stagonopleura guttata. Глазчатая курица — редкая птица, обитающая на этом участке, и её охрана сыграла важную роль в решении сохранить этот район в 1968 году.

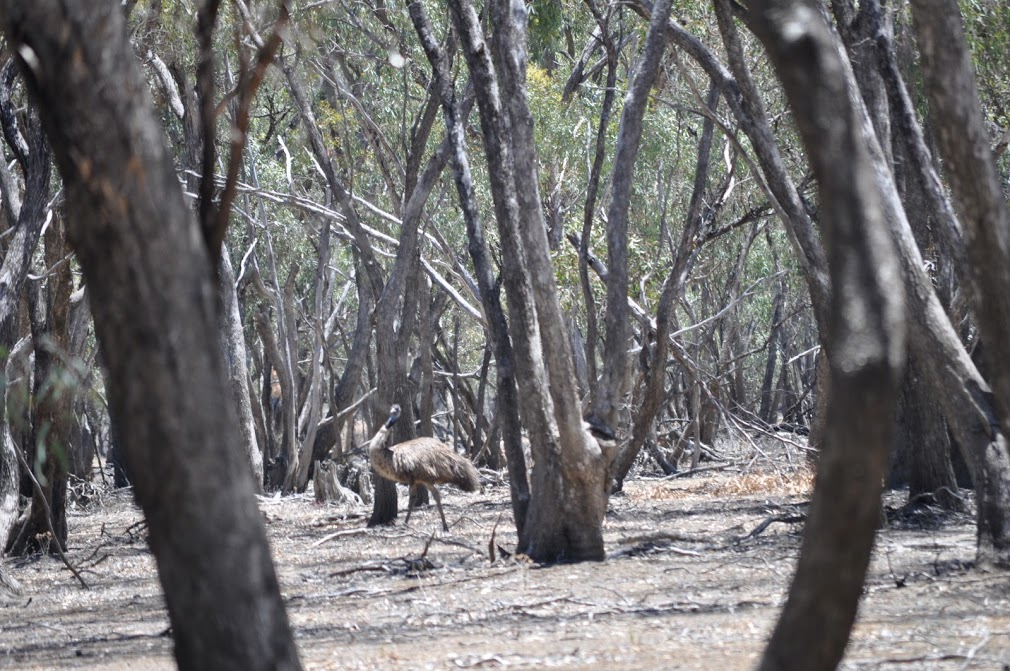
Эму
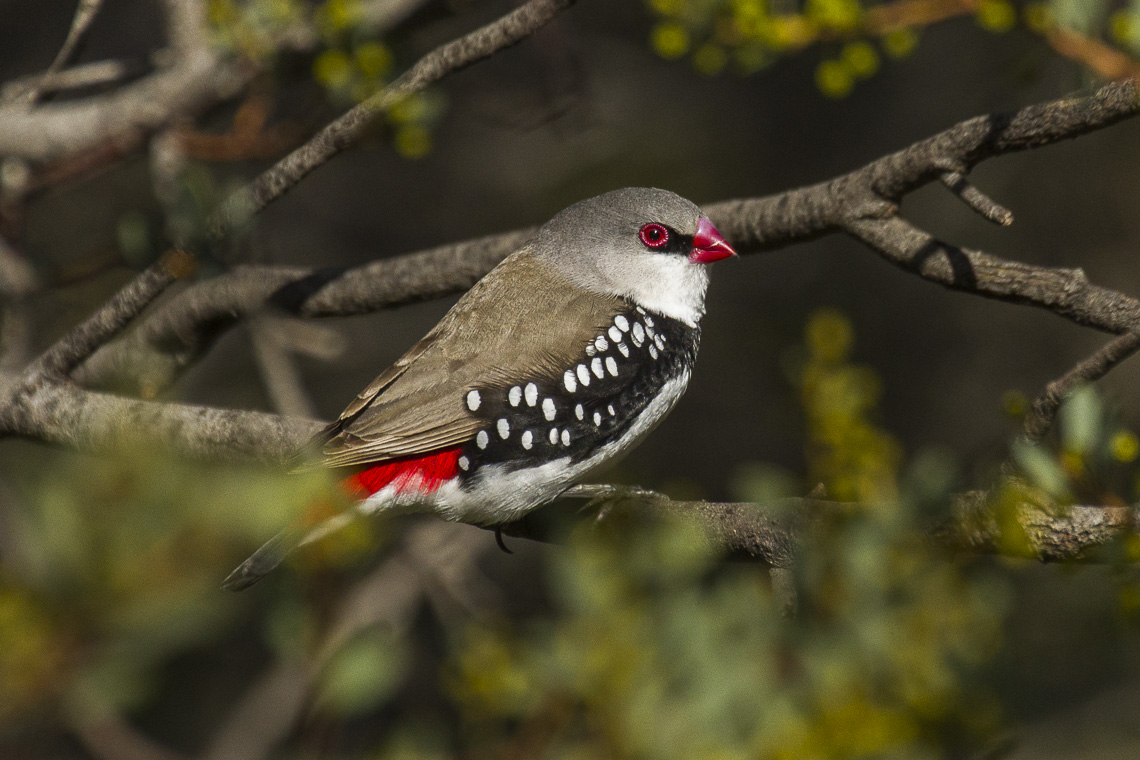
Stagonopleura guttata
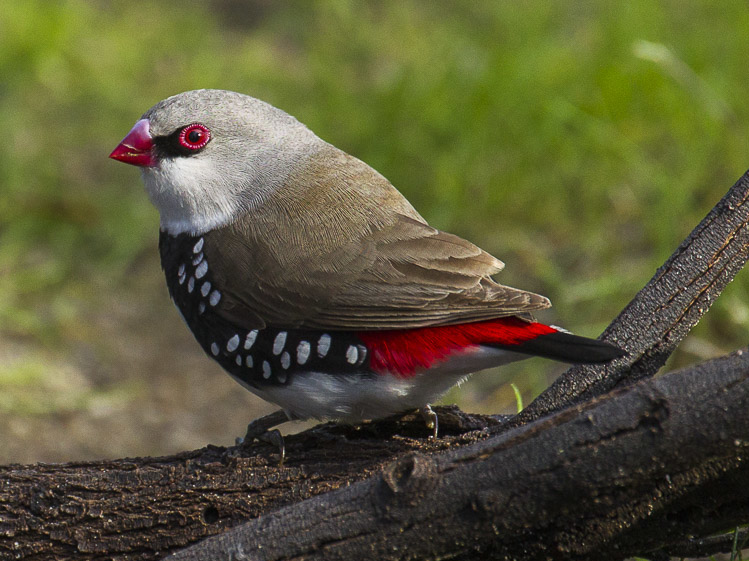